# Китень Татарский
Ките́нь Тата́рский (укр. Кітень Татарський, крымскотат. Tatar Kiten, Татар Китен) — исчезнувшее село в Ленинском районе Республики Крым, располагавшееся на северо-западе района и Керченского полуострова, у берега Арабатского залива. Объединено с Семёновкой, сейчас — дальняя от моря часть села на северо-востоке.

## История
Первое документальное упоминание села встречается в Камеральном Описании Крыма… 1784 года, судя по которому, в последний период Крымского ханства Кетен входил в Арабатский кадылык Кефинского каймаканства.
После присоединения Крыма к России (8) 19 апреля 1783 года, (8) 19 февраля 1784 года, именным указом Екатерины II сенату, на территории бывшего Крымского Ханства была образована Таврическая область и деревня была приписана к Левкопольскому, а после ликвидации в 1787 году Левкопольского — к Феодосийскому уезду Таврической области. После Павловских реформ, с 1796 по 1802 год, входила в Акмечетский уезд Новороссийской губернии. По новому административному делению, после создания 8 (20) октября 1802 года Таврической губернии, Китень был включён в состав Парпачской волости Феодосийского уезда.
По Ведомости о числе селений, названиях оных, в них дворов… состоящих в Феодосийском уезде от 14 октября 1805 года, в деревне Кытень числилось 9 дворов и 45 жителей. На военно-топографической карте генерал-майора Мухина 1817 года деревня Котен обозначена без указания числа дворов. После реформы волостного деления 1829 года Китен, согласно «Ведомости о казённых волостях Таврической губернии 1829 года», отнесли к Агерманской волости (переименованной из Парпачской). На карте 1836 года в деревне 6 дворов, а на карте 1842 года Китень обозначен условным знаком «малая деревня», то есть, менее 5 дворов.
В 1860-х годах, после земской реформы Александра II, деревню включили в состав Арма-Элинской волости. Согласно «Памятной книжке Таврической губернии за 1867 год», деревня Китень была покинута жителями в 1860—1864 годах, в результате эмиграции крымских татар, особенно массовой после Крымской войны 1853—1856 годов, в Турцию и заселена частью русскими из разных мест. По «Списку населённых мест Таврической губернии по сведениям 1864 года», составленному по результатам VIII ревизии 1864 года, Китень — владельческийая русский хутор с 5 дворами и 27 жителями на берегу моря. По обследованиям профессора А. Н. Козловского начала 1860-х годов, в селении «все без исключения колодцы с весьма солёною водою, годною лишь для животных. Людьми же в пищу не употребляется». На трёхверстовой карте Шуберта 1865—1876 года в деревне Китень обозначено 10 дворов.
По «Памятной книге Таврической губернии 1889 года», по результатам Х ревизии 1887 года, в деревне Кетень, уже Петровской волости, числилось 34 двора и 179 жителей. По «…Памятной книжке Таврической губернии на 1892 год» в Китене, входившем в Ташлыярское сельское общество, числилось 24 жителя в 5 домохозяйствах, а в безземельном Китене, не входившем в сельское общество — 83 жителей, домохозяйств не имеющих. На верстовой карте Крыма 1896 года в селении обозначено 12 дворов с татарским населением и мечеть. По «…Памятной книжке Таврической губернии на 1902 год» в деревне Китень, входившей в Ташлыярское сельское общество, числилось 60 жителей в 13 домохозяйствах. По Статистическому справочнику Таврической губернии. Ч.II-я. Статистический очерк, выпуск пятый Феодосийский уезд, 1915 год, в Петровской волости Феодосийского уезда числился хутор Китень в 19 дворов (12 дворов с землёй, 7 — безземельные) с татарским населением в количестве 70 человек приписных жителей и 9 «посторонних», из которых 44 мужчины и 35 женщин. Жители владели 140 десятинами удобной земли. В хозяйствах имелось 38 лошадей, 11 волов, 18 коров и 19 голов овец, свиней, или коз.
После установления в Крыму Советской власти, по постановлению Крымревкома, 25 декабря 1920 года был образован Керченский (степной) уезд, а, постановлением ревкома № 206 «Об изменении административных границ» от 8 января 1921 года была упразднена волостная система и село вошло в состав Петровского района Керченского уезда, а в 1922 году уезды получили название округов. 11 октября 1923 года, согласно постановлению ВЦИК, в административное деление Крымской АССР были внесены изменения, в результате которых округа были отменены, Петровский район упразднили, влив в Керченский район. Согласно Списку населённых пунктов Крымской АССР по Всесоюзной переписи 17 декабря 1926 года, в селе Китень (татарский), Китеньского сельсовета Керченского района, числилось 15 дворов, все крестьянские, население составляло 67 человек, из них 58 татар, 7 русских и 2 украинцев. Постановлением ВЦИК «О реорганизации сети районов Крымской АССР» от 30 октября 1930 года (по другим сведениям 15 сентября 1931 года) Керченский район упразднили и село включили в состав Ленинского. На километровой карте Генштаба Красной армии 1941 года в селе обозначено 15 дворов.
В 1944 году, после освобождения Крыма от фашистов, согласно постановлению ГКО № 5859 от 11 мая 1944 года, 18 мая крымские татары были депортированы в Среднюю Азию. Указом Президиума Верховного Совета РСФСР от 18 мая 1948 года, сёла Китень русский и Китень татарский объединили и переименовали в Семёновку.

### Динамика численности населения
| - 1805 год — 45 чел. - 1864 год — 27 чел. - 1889 год — 179 чел. - 1892 год — 24 чел. | - 1902 год — 60 чел. - 1915 год — 70/9 чел. - 1926 год — 67 чел. |